# 滨海圣洛伦佐
滨海圣洛伦佐（義大利語：San Lorenzo al Mare）是意大利因佩里亚省的一个市镇。总面积1.39平方公里，人口1381人，人口密度993.5人/平方公里（2009年）。ISTAT代码为008054。